# Cheilosia cynoprosopa
Cheilosia cynoprosopa är en tvåvingeart som beskrevs av Hull och Fluke 1950. Cheilosia cynoprosopa ingår i släktet örtblomflugor, och familjen blomflugor. Inga underarter finns listade i Catalogue of Life.